# 長腹庫寧登麗魚
長腹庫寧登麗魚（学名：Cunningtonia longiventralis）為輻鰭魚綱鱸形目隆頭魚亞目慈鯛科的其中一種，分布於非洲坦干伊喀湖南部流域，體長可達14公分，棲息在沿岸有沉積物水域，成群活動，以浮游生物為食，生活習性不明，可做為觀賞魚。